# A-groepcultuur
De A-groepcultuur is een laat-neolithische cultuur in Beneden-Nubië (±3800-3100 v.Chr.). Ze strekte zich uit van het huidige Zuid-Egypte iets ten noorden van Aswan tot aan het gebied rond de tweede cataract in  het huidige Soedan.
De cultuur toont een volk met een halfnomadische levenswijze, welk in losse familieverbanden leefde. Aanvankelijk zijn er weinig sociale onderscheiden te zien. Uit de latere fase zijn er enige bijzonder rijke graven gevonden, die aan lokale heersers toegeschreven worden.
Bekende centra zijn Sayala, Qustul en Dakka.

## Chronologie
De cultuur werd voor het eerst beschreven door de Amerikaanse egyptoloog George Reisner. Ze wordt in drie fasen ingedeeld:
1. De vroege A-groep was gelijktijdig met de Naqada I en vroege Naqada II-fase in Boven-Egypte. De vondstplaatsen reiken van Wadi Kubbaniya tot Sayala.
2. De klassieke A-groep was gelijktijdig met de late Naqada II en vroege Naqada III-fase in Egypte, met vondstplaatsen van Beneden-Nubië tot ten zuiden van de Tweede cataract.
3. De late A-groep was gelijktijdig met de late Naqada III-fase (de Proto-dynastieke Periode van Egypte) en de vroege 1e dynastie van Egypte, met vondsten in Beneden-Nubië en het noorden van Boven-Nubië.

## Economie
Er werden tarwe, gerst en dadelpalmen gecultiveerd. Er zijn tekenen van veeteelt, met name geiten en schapen. Rundvee is weinig aangetoond, mogelijk wegens het door het lokale klimaat veroorzaakte gebrek aan weidegronden. Het is aannemelijk dat ook de jacht en visvang belangrijk waren. Pottenbakken, leerbewerking en mandvlechten werden beoefend, maar nog geen metaalbewerking.
Belangrijk waren de handelscontacten met Boven-Egypte, vanwaar men graan, bier, wijn en olie in aardewerken vaten importeerde. Als luxeproducten werden schminkpaletten, stenen vaten, koperen voorwerpen, parels en amuletten uit faience alsook schelpen uit de Middellandse Zee ingevoerd. Bijzondere vondsten zijn een strijdknots met gouden greep en een wierookbrander uit Qustul. Deze laatste toont een onbekende farao met de witte kroon van Boven-Egypte, zittend op een boot, welke geldt als de oudst bekende afbeelding van een Egyptische heerser.
Gedurende de Naqada II-tijd nam de handel met Egypte duidelijk toe. Belangrijke handelscentra waren Elephantine en Sayala, waar rotstekeningen van schepen in de stijl van Naqada II gevonden werden.

## Graven
De graven van de A-groep bestaan hoofdzakelijk uit eenvoudige ovale grafkuilen, soms met een zijkamer. Bovengrondse grafbouwwerken konden niet aangetoond worden. De overledene ligt meest gehurkt op de rechterzijde, met het gezicht naar het westen. Sommge individuen waren in leer gewikkeld en lagen op rieten matten. Alle graven bevatten grafgiften, zoals persoonlijke sieraden, gereedschappen en aardewerk. Opvallende grafgiften zijn vrouwelijke figurines en geïmporteerde luxeproducten als parels uit Egypte.
Graven met slechts eenvoudige of geheel ontbrekende grafgiften werden oorspronkelijk als een afzonderlijke B-groep ingedeeld, maar gelden tegenwoordig als van personen met geringere sociale status.
De skeletten tonen een bevolking van een mediterraan type, die fysiek lijkt op die van Boven-Egypte. De mannen waren gemiddeld 169,9 cm lang, de vrouwen 155,5 cm. Gebitsonderzoek tonen een relatie met de Afro-Aziatische volkeren van Noord- en Noordoost-Afrika. De dentitie is duidelijk verschillend van het huidige Subsaharaal Afrika maar toont een verwantschap met de moderne bevolking van Neder-Nubië.

## Aardewerk
Het aardewerk is zeer fijn gemaakt en omvat meerdere vormen. Veel voorkomend is rood gepolijst, zwartrandige keramiek met een zwarte binnenzijde en deels geribbeld oppervlak, vergelijkbaar met het zwartgetopt aardewerk van de Naqadacultuur in Boven-Egypte. Karakteristiek zijn geschilderde geometrische en lineaire patronen. Figuurschilderingen, zoals bij de gelijktijdige Egyptische keramiek, kwamen echter weinig voor.

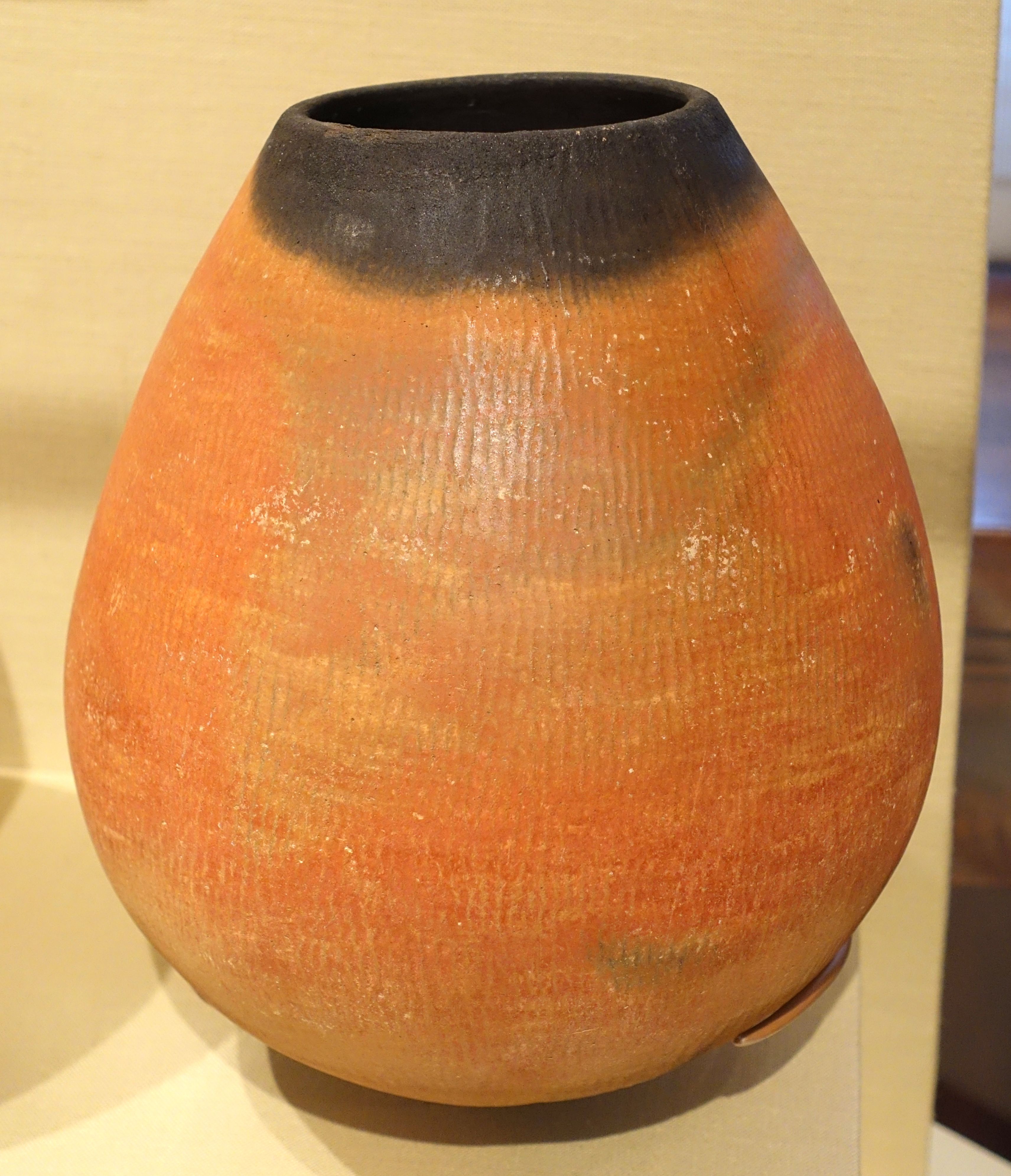
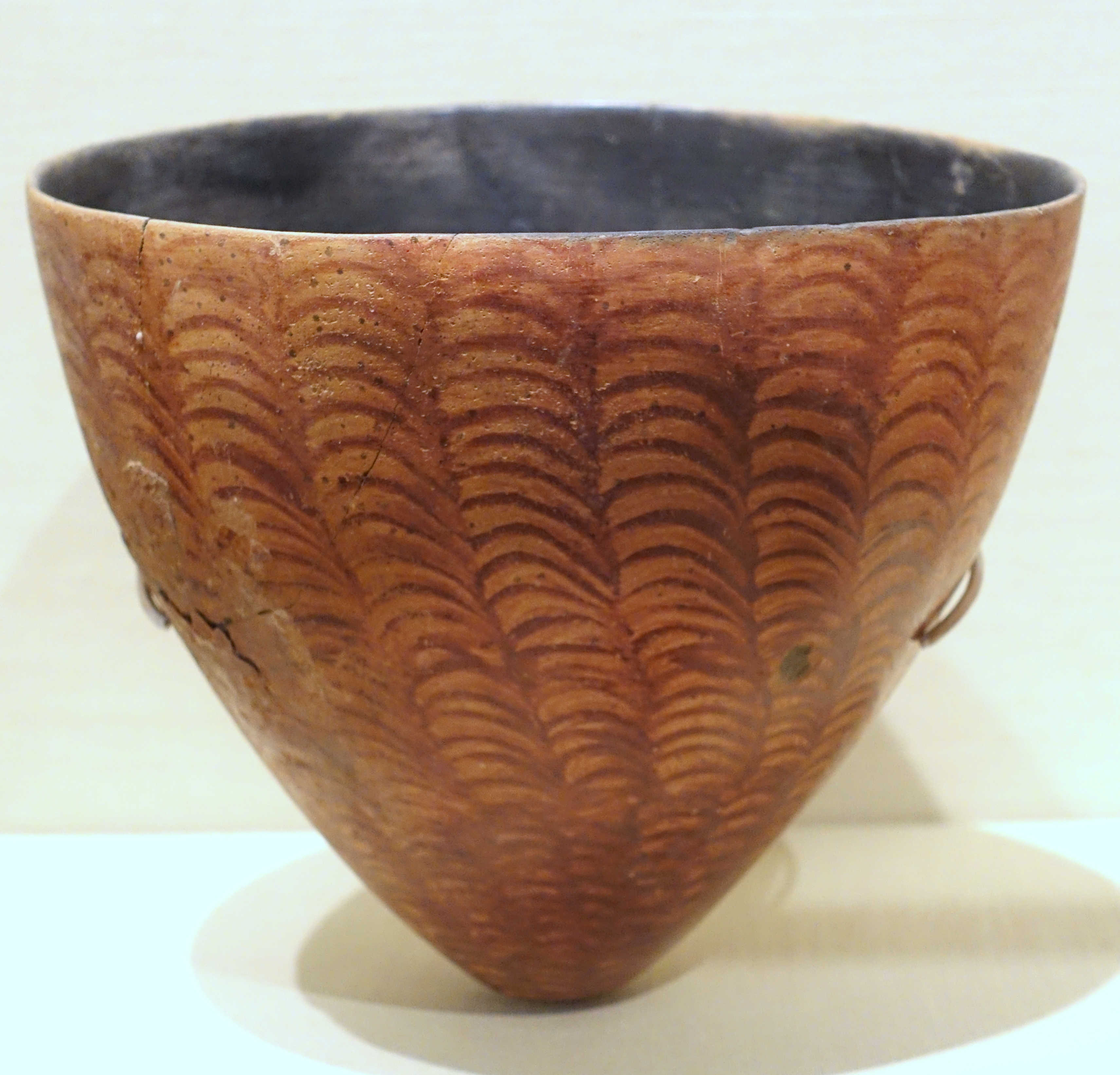
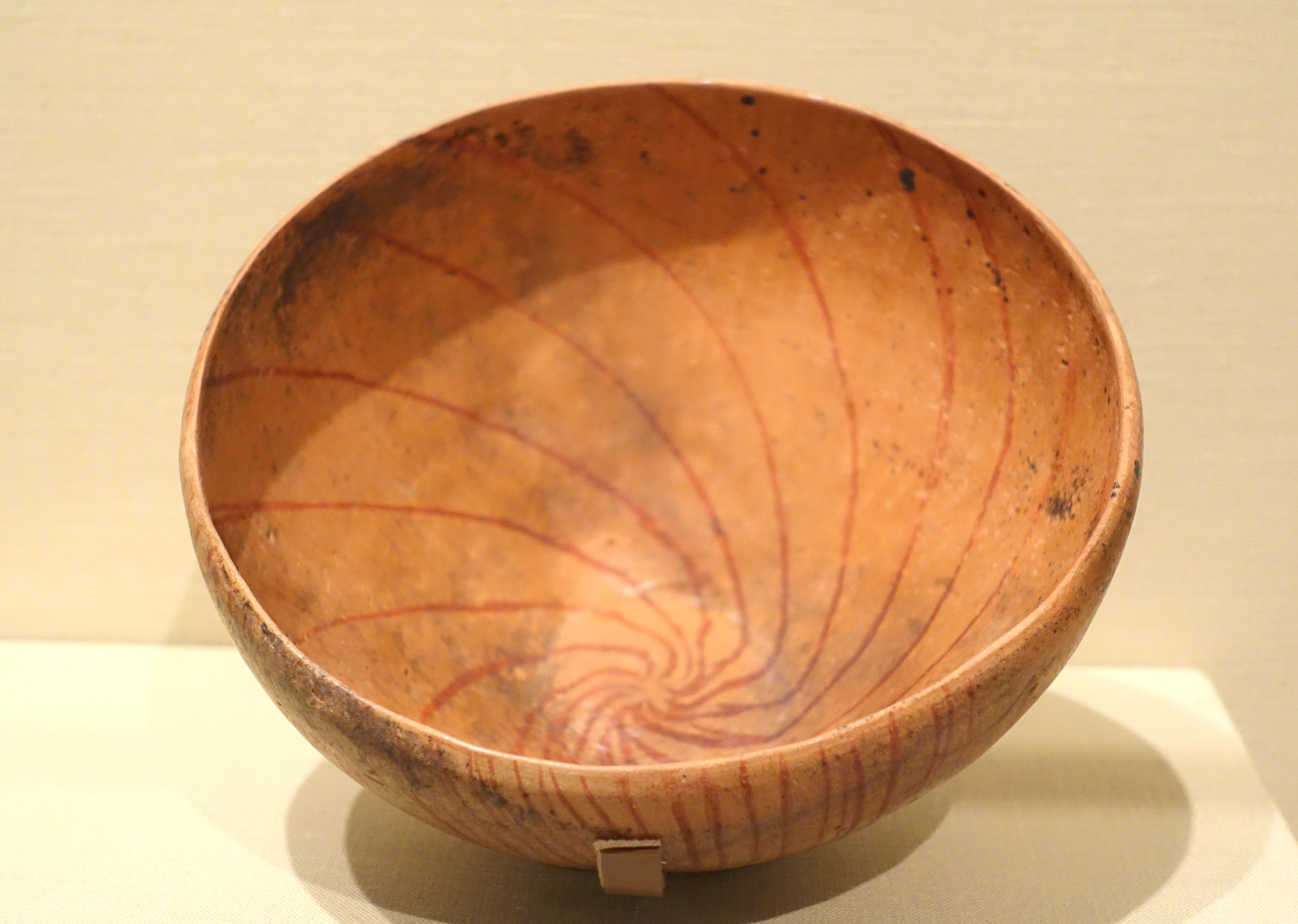

## Ondergang
Vanaf ca. 2800 v.Chr. is de A-groep in Beneden-Nubië niet meer aantoonbaar. In het verleden werd dit als een ontvolking uitgelegd, welke het gevolg zou zijn van de vereniging en staatsvorming van Egypte. De Egyptenaren zouden de bewoners naar Egypte versleept hebben. Recenter onderzoek leverde echter meerdere Egyptische bronnen op die van regelmatige rooftochten naar Beneden-Nubië spreken, waarbij kleinvee buit gemaakt werd. Dit zou wijzen op een doorgaande bevolking, waarbij het mogelijk is dat de bewoners van Beneden-Nubië een meer nomadische levenswijze aangenomen hadden.
Er zijn archeologische bewijzen dat er ten tijde van de 4e en 5e dynastie van Egypte mensen van de A-groep in de streek rond Boehen leefden. Ook enige vondstplaatsen tussen de Tweede en Derde cataract (tussen Batn el-Hajar en Kerma) duiden op een migratie naar Boven-Nubië.
In Beneden-Nubië wordt de A-groepcultuur opgevolgd door de C-groepcultuur.